# Aeroportul Internațional Tijuana
Aeroportul Internațional Tijuana (în spaniolă Aeropuerto Internacional General Abelardo L. Rodríguez) (IATA: TIJ, ICAO: MMTJ) este un aeroport din Tijuana, Baja California, Tijuana (municipiu), Baja California, Mexic ce deservește zona Baja California. Aeroportul a fost tranzitat în 2022 de 12.324.600 de pasageri. A fost deschis în 1958 și numit după Abelardo L. Rodríguez⁠(d).
Situat la o altitudine de 149 m, aeroportul dispune de o singură pistă. Este operat de Grupo Aeroportuario del Pacífico⁠(d).